# Istebné
Istebné je obec na Slovensku, v okrese Dolný Kubín v Žilinském kraji, na Oravě. Žije v něm přibližně 1 300 obyvatel. Přes obec vede železniční trať Kraľovany – Trstená.

## Historie
Podle archeologických nálezů bylo na katastru obce opevněné halštatské sídliště. První písemná zmínka o vesnici pochází z roku 1272. 

## Přírodní poměry
Obec leží na styku výběžků Malé Fatry a Oravské vrchoviny ve Veličanské kotlině. Nadmořská výška se pohybuje v rozmezí 455–1224 metrů, střed obce je ve výšce 501 metrů. a její katastrální území má výměru 11,292 km², z toho v roce 2020 připadalo 37 % na zemědělskou půdu. Celkové využití půdy (2020): 4 % orná půda, 32 % travnaté plochy, 53 % lesy. Tok řeky Oravy je součástí chráněného areálu Rieka Orava.

## Pamětihodnosti
- V obci je dřevěný artikulární kostel pravděpodobně postavený v letech 1689–1687 a dostavěný v období 1730–1731. Kostel je roubená stavba postavena na kamenném soklu na půdorysu řeckého kříže bedněná deskami s valbovou střechou. Stavebním materiálem je smrkové a jedlové dřevo. Oltář je znázorňující Nejsvětější Trojici pochází z roku 1698, kazatelna se znakem rodiny Bajcsi pochází z roku 1686. V interiéru na stěnách a stropě byla ornamentální výmalba. Z roku 1768 pochází varhany.[5][6] Kostel je kulturní památkou Slovenska.[7]
- Nad kostelem se nachází zvonice z přelomu 18. a 19. století. Na štíhlé zděné části je postaveno přesahující dřevěné zvonové patro.[8] Zvonice je kulturní památkou Slovenska.[9]
- Kaštel z  období šedesátých let 18. století s parkem je klasicistní dvoutraktová dvoupodlažní budova na obdélníkovém půdorysu. Průčelí dominuje trojtraktový rizalit členěný lizénami, ukončený trojúhelníkovým štítem s tympanonem.[10] Kaštel je zastřešen mansardovou střechou. Budova prošla úpravami v letech 1807–1810 a 1850–1855. Kaštel je využíván jako sociální zařízení pro mládež a je kulturní památkou Slovenska.[11]
- Fara s pamětní deskou, kněze a spisovatele Juraja Matúšky (1809–1898). Fara je klasicistní dvoutraktová stavba postavena na půdorysu obdélníku kulturní památkou Slovenska.[12]